# Ajeeb

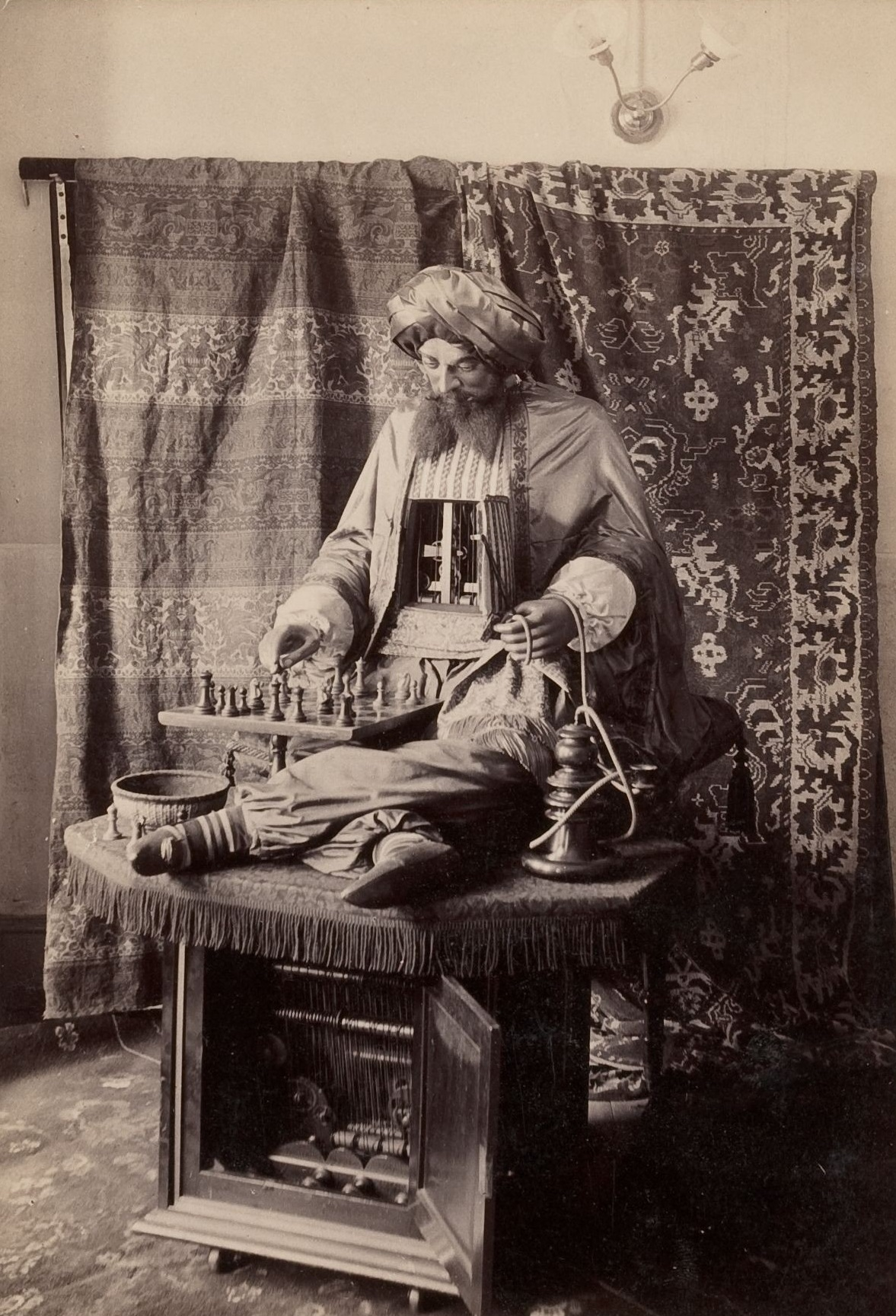
Fotografia di "Ajeeb the Wonderful" (1886).

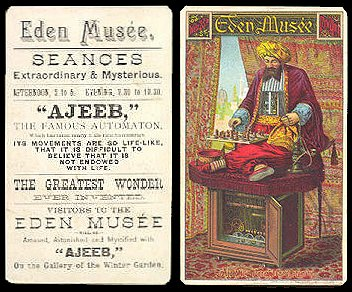
Volantino che pubblicizza un'esibizione di Ajeeb.

Ajeeb è stato un automa scacchistico fraudolento, creato dal costruttore di mobili Charles Hooper e presentato per la prima volta al Royal Polytechnical Institute nel 1868. La parola "Ajeeb" è un termine urdu che significa "strano" o "inspiegabile" e in arabo indica qualcosa di unico e bello.
Ajeeb era un esempio particolarmente intrigante ed ingannevole di tecnologia meccanica: analogamente al Turco meccanico, costruito nel secolo precedente, veniva presentato come automa completamente automatico, quando in realtà nascondeva al suo interno un forte giocatore, il quale sceglieva la mossa da compiere. L'oggetto attirò molti spettatori e fra gli avversari che lo sfidarono vi furono Harry Houdini, Theodore Roosevelt e O. Henry.
Dopo numerose dimostrazioni presso Coney Island, a New York, Ajeeb è andato distrutto a causa di un incendio, nel 1929.